# Palais Petrovski
Le palais Petrovski (en russe : Петровский путевой дворец, Petrovski poutevoï dvorets) est un palais néogothique qui s'élève à Moscou, au bord de la perspective de Léningrad (Leningradsky Prospekt) — ancienne route de Tver. Il fut bâti de 1776 à 1780, à la demande de la Grande Catherine, en l'honneur de la victoire de la Russie impériale sur l'Empire ottoman, après la guerre russo-turque de 1768-1774. Ce palais impérial, construit par Matveï Kazakov, servait de résidence de repos avant l'arrivée à Moscou de la route de Saint-Pétersbourg.

## Histoire
Catherine II ne se rendit au palais pour la première fois qu'en 1787. Paul Ier s'y arrêta avant son couronnement en 1797, ainsi que Napoléon, alors que Moscou était ravagée par l'incendie de 1812, ordonné par le comte Rostopchine. Le parc est planté sur ordre d'Alexandre Bachilov. Le palais est abandonné, jusqu'à sa restauration par Nicolas Ier. Le palais Petrovski servit aussi de résidence à Nicolas II pour son couronnement en 1896. La tragédie de Khodynka, une bousculade qui fit de nombreuses victimes, eut lieu juste en face, alors que l'empereur recevait une délégation de la noblesse et de la paysannerie polonaises et qu'il devait inviter la noblesse moscovite à un banquet.
Le palais Petrovski est donné à l'Académie militaire Joukovski, qui formait les ingénieurs de la flotte aérienne, en 1920. Il appartient à la municipalité de Moscou depuis 1997. Le palais est restauré à partir de 1998 pour devenir un hôtel de prestige en 2008. Huit appartements de luxe sont installés dans le corps central et une vingtaine de suites et de chambres dans les ailes.

## Galerie

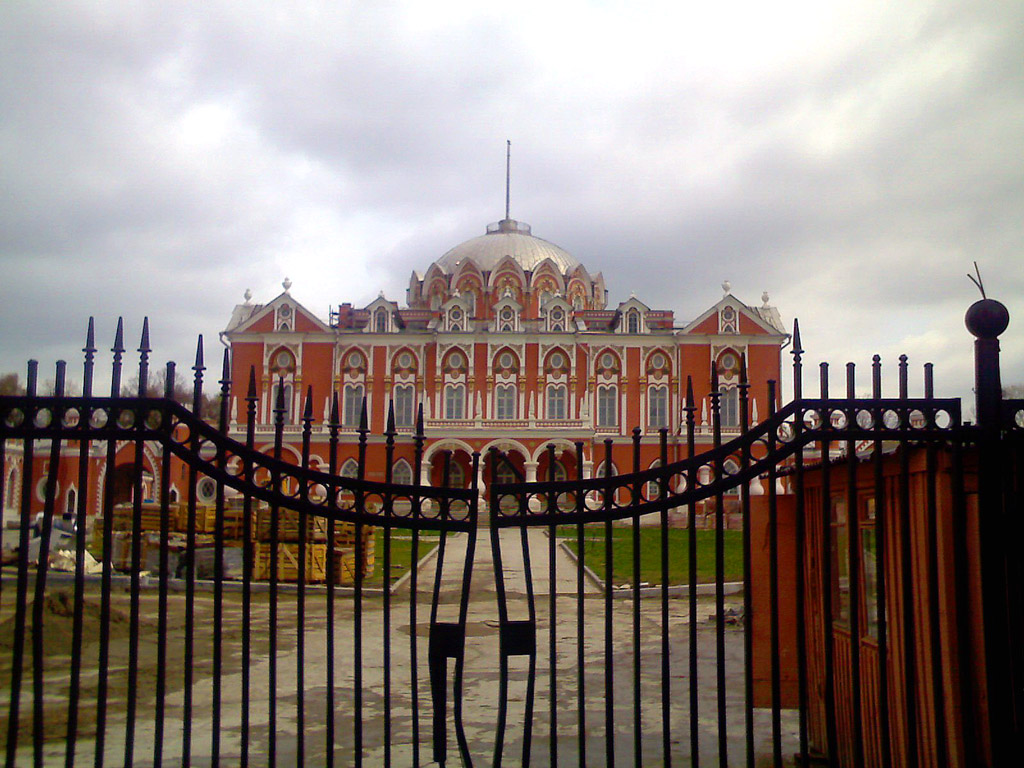
Le palais pendant les travaux en 2007
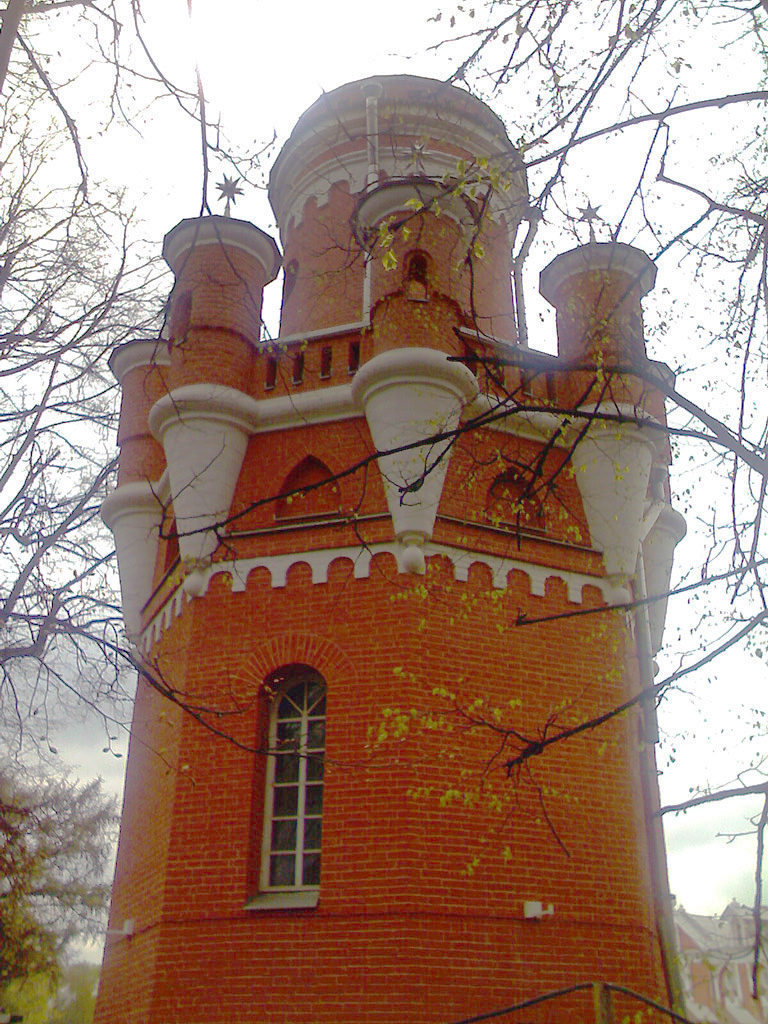
Vue d'une des tours
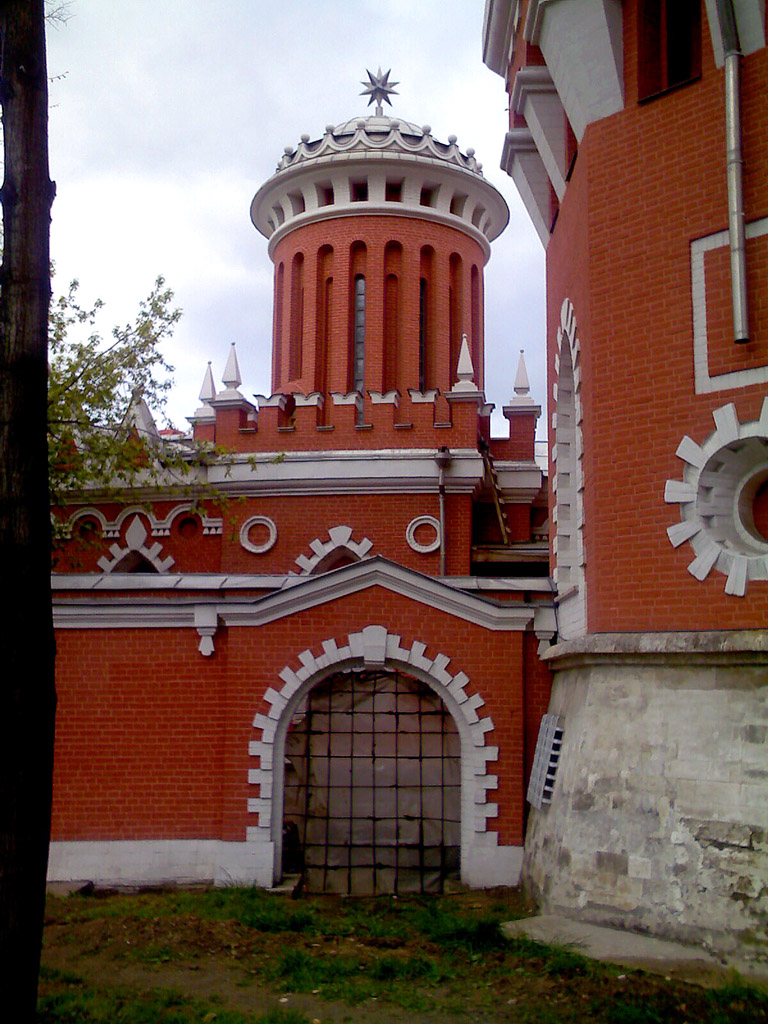
Détail des murs
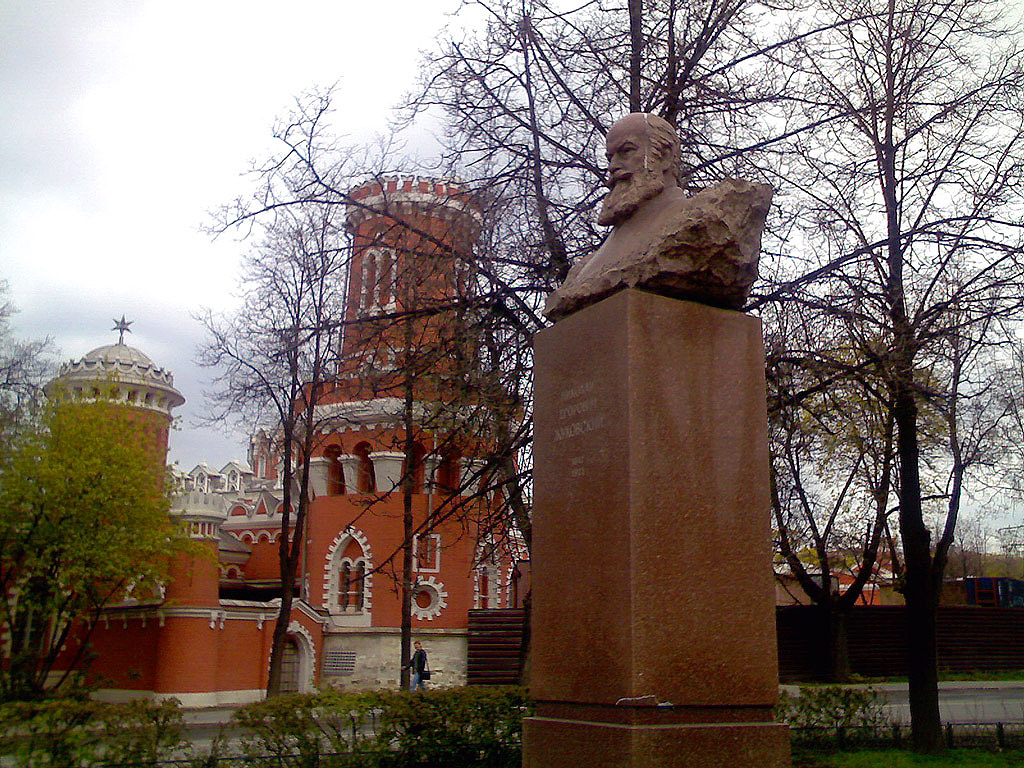
Buste de Nikolaï Joukovski à côté du palais
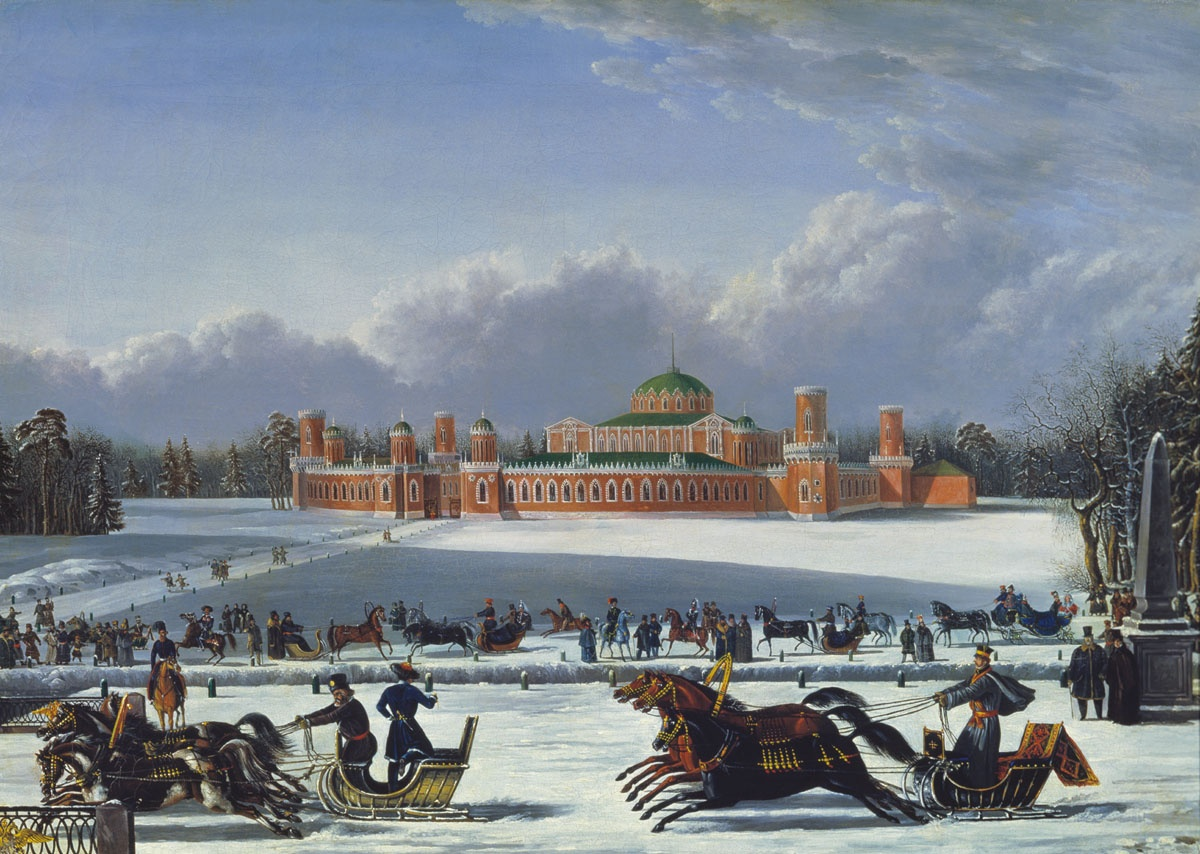
Le palais Petrovski dans les années 1830
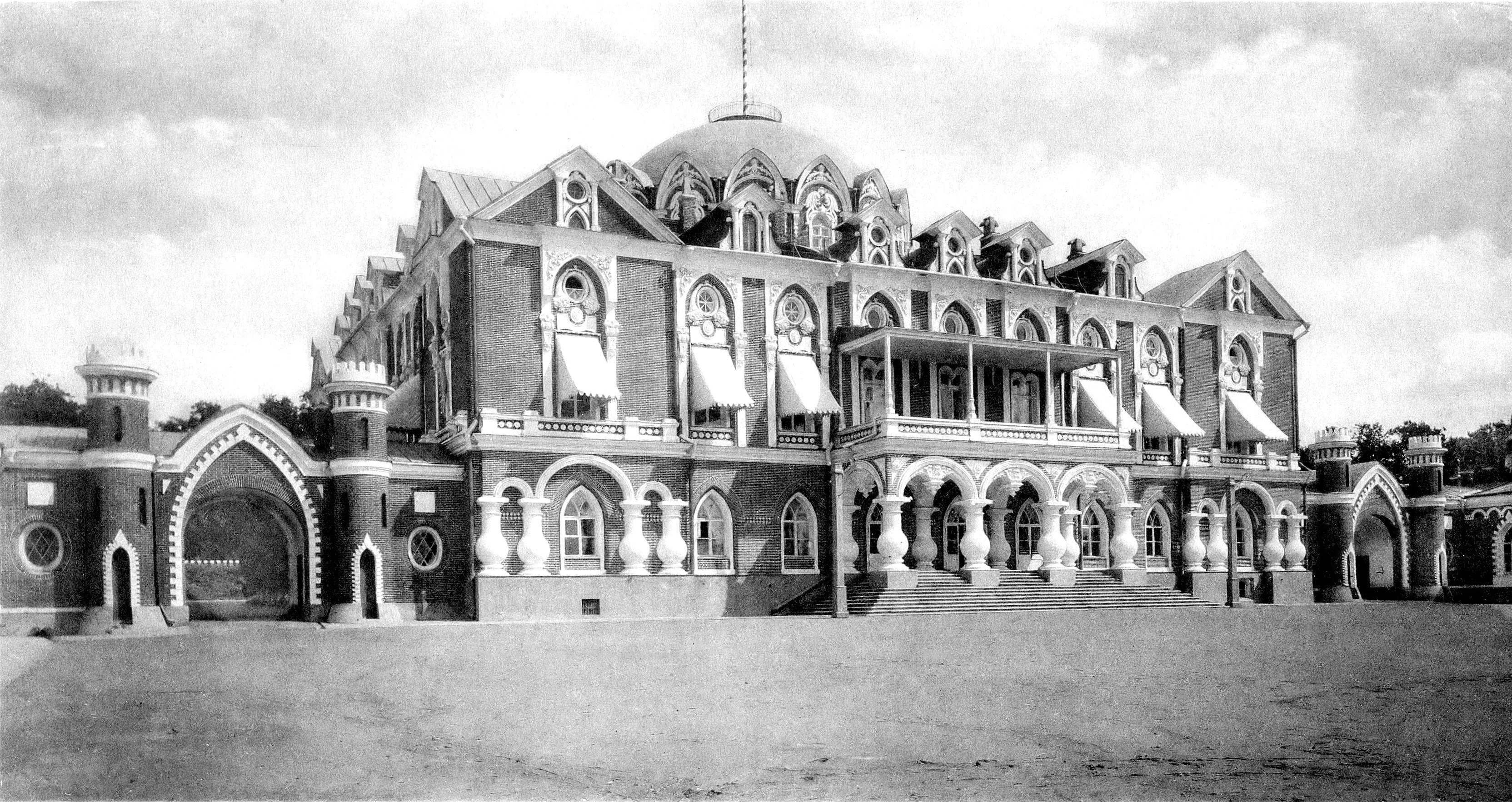
Vue du palais vers 1900

## Sources
- (ru) Cet article est partiellement ou en totalité issu de l’article de Wikipédia en russe intitulé « Петровский путевой дворец » (voir la liste des auteurs).